# David Willcocks
Sir David Valentine Willcocks (* 30. Dezember 1919 in Newquay, Cornwall; † 17. September 2015 in Cambridge, Cambridgeshire) war ein britischer Chorleiter, Komponist und Organist. Er erhielt zahlreiche Ehrungen und Auszeichnungen, auch militärische.
Er studierte Orgel am King’s College (Cambridge) und war Organist und Chorleiter an der Kathedrale von Salisbury, dann an der Kathedrale von Worcester. Er wurde Musikdirektor des Orchesters und Chores des King’s College in Cambridge von 1957 bis 1973.
Unter seiner Leitung führte der King’s College Choir Benjamin Brittens War Requiem im Jahr 1963 zunächst in Perugia, dann in Mailand und Venedig auf.
Die Auswahlsammlung weihnachtlicher Chorwerke namens 100 Carols for Choirs („100 Weihnachts- und Kirchenlieder für Chöre“) gab er zusammen mit John Rutter bei der Oxford University Press heraus (ISBN 978-0-19-353227-4). Sie enthält zahlreiche Arrangements und auch Kompositionen von ihm.
1977 wurde er als Knight Bachelor geadelt.